# Ermida (Ponte da Barca)
Ermida ist ein Ort und eine ehemalige Gemeinde (Freguesia) im nordportugiesischen Kreis Ponte da Barca. Die Gemeinde hatte 61 Einwohner (Stand 30. Juni 2011).
Am 29. September 2013 wurden die Gemeinden Ermida, Germil und Entre Ambos-os-Rios zur neuen Gemeinde União das Freguesias de Entre Ambos-os-Rios, Ermida e Germil zusammengeschlossen.

## Sehenswürdigkeiten
- Statuenmenhir von Ermida